# Virgil Sollozzo
Virgilio "Virgil" Sollozzo zis Turcul este un personaj fictiv în romanul lui Mario Puzo, Nașul . 
În roman se spune că și-a căpătat porecla deoarece își face majoritatea afacerilor în Turcia . În adaptarea cinematografică a lui Francis Ford Coppola este interpretat de Al Lettieri . Este recunoscut ca fiind priceput în mânuirea cuțitelor.